# УСС Аризона (BB-39)
УСС Аризона (енгл. USS Arizona) је био ратни брод класе Пенсилванија, који је изграђен за потребе Морнарице САД и поринут 19. јуна 1915. Брод је назван по савезној држави Аризони, и био је други и последњи ратни брод класе Пенсилванија. Иако је био у служби од 1916, брод није учествовао у борбама током Првог светског рата. Непосредно након завршетка рата, Аризона је са још неколико америчких бродова отпратила председника Вудроа Вилсона на Париску мировну конференцију. Брод је затим послат према Турској, где је 1919. на почетку Грчко-турског рата заступао америчке интересе у региону. Неколико година касније, ушао је у састав Пацифичке флоте, где је остао до краја каријере.
Аризона је између 1929. и 1931. прошла кроз свеобухватну модернизацију, а у времену између два рата је редовно коришћена за вежбе. Након земљотреса у Лонг Бичу 1933, посада Аризоне је пружила помоћ преживелима. Две године касније, брод је приказан у филму Џејмса Кегнија Here Comes the Navy, који говори о љубавним проблемима једног морнара. У априлу 1940, заједно са остатком Пацифичке флоте, Аризона је пребачена у луку Перл Харбор на Хавајима. Пацифичка флота је требало да буде противтежа јапанском империјализму у региону.
Током јапанског напада на Перл Харбор 7. децембра 1941, Аризона је погођена са четири бомбе, након чега је експлодирало складиште муниције на предњем делу брода. Брод је потонуо а погинуло је 1.177 официра и чланова посаде, што је скоро половина од укупног броја погинулих у нападу на Перл Харбор. За разлику од многих других бродова који су оштећени тог дана, Аризона није могла бити спашена, иако је морнарица уклонила неке делове брода за поновну употребу.
Олупина Аризоне и даље лежи на дну океана у Перл Харбору. Изнад ње је изграђен Меморијални центар УСС Аризона, који је посвећен свима онима који су погинули током напада.